# Jerzy Skorupka
Jerzy Skorupka (ur. 24 marca 1960 w Głogowie) – polski prawnik, profesor nauk prawnych, pracownik akademicki Uniwersytetu Wrocławskiego, sędzia Sądu Apelacyjnego we Wrocławiu, specjalista w zakresie postępowania karnego i prawa karnego gospodarczego.

## Życiorys
Absolwent Wydziału Prawa, Administracji i Ekonomii Uniwersytetu Wrocławskiego. W 2000 roku uzyskał stopień doktora nauk prawnych po obronie pracy pt. „Karnoprawna ochrona wierzycieli” (promotor: profesor Marek Bojarski), a w 2005 roku – stopień doktora habilitowanego nauk prawnych po przedłożeniu rozprawy „Ochrona interesów majątkowych skarbu państwa w kodeksie karnym”. W sierpniu 2014 roku Prezydent RP nadał mu tytuł profesora nauk prawnych.
1 października 2009 roku objął kierownictwo Katedry Postępowania Karnego Uniwersytetu Wrocławskiego po profesor Zofii Świdzie.
Wykonywał zawód prokuratora. Od 2008 roku jest sędzią Sądu Apelacyjnego we Wrocławiu.
Autor licznych publikacji, głównie z zakresu procesu karnego, a także prawa karnego materialnego, w tym zwłaszcza prawa karnego gospodarczego, oraz teorii i filozofii prawa. Współorganizator i uczestnik wielu konferencji naukowych o zasięgu ogólnopolskim i międzynarodowym.
Wypromował piętnastu doktorów (A. Tęcza-Paciorek, A. Supranowicz, K. Wróblewski, I. Haÿduk-Hawrylak, A. Malicka-Ochtera, I. Janisławska, A. Drozd, K.J. Leżak, D. Czerniak, D. Czerwińska, K. Jarząbek, M. Basa, A. Kowalczyk, M. Górnicka, S. Krystkowiak).

## Wybrane publikacje
- Prawo karne gospodarcze. Zarys wykładu, Warszawa 2005,
- Rzetelny proces karny. Księga jubileuszowa Profesor Zofii Świdy (redakcja), Warszawa 2009,
- Skarga na naruszenie prawa strony do rozpoznania sprawy bez nieuzasadnionej zwłoki. Komentarz (redakcja), Warszawa 2010,
- O sprawiedliwości procesu karnego, Warszawa 2013,
- Kodeks postępowania karnego. Komentarz (redakcja), wyd. 5, Warszawa 2021.